# ヒディムバー

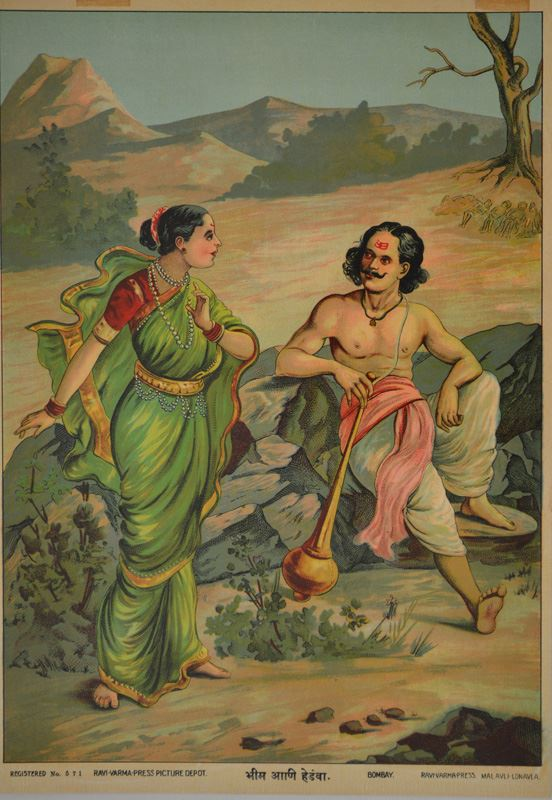
ヒディムバーとビーマ。

ヒディムバー（梵: हिडिम्बा, Hiḍimbā）は、インドの叙事詩『マハーバーラタ』に登場する変幻自在の羅刹女（ラークシャシー）。ヒディムバの妹。パーンダヴァの1人ビーマとの間にガトートカチャを生んだ。

## 神話
御前試合の後、ドゥルヨーダナは燃えやすい家を建ててパーンダヴァを住まわせ、焼き殺そうとたくらんだ。パーンダヴァは罠に気づいて脱出したが、ある森にやって来たところで疲れ果て、眠り込んでしまった。この森は人喰い羅刹ヒディムバとヒディムバーの住処であり、パーンダヴァの臭いを嗅ぎつけたヒディムバは妹に何者がやって来たのかを見に行かせた。
ヒディムバーはパーンダヴァに近づいて行ったが、1人だけ眠らずにいるビーマを一目見て愛してしまった。そこでヒディムバーは女神にも劣らないほどの美女に変身し、ビーマに恐ろしい兄があなたたちを喰らおうとしていることを告げ、自分の夫になって一緒に逃げようと言った。ビーマは家族を羅刹の餌食にはできないと言った。そこでさらにヒディムバーは自分が兄からあなたたちを守ってみせるので、家族を起こすよう言った。ビーマは羅刹を怖がって家族の眠りを邪魔することはできないと言った。
そのうち、ヒディムバは妹がいつまでたっても帰って来ないことに苛立ち、パーンダヴァのところにやって来た。そして妹の裏切りを発見して怒り狂った。しかしビーマは激しい格闘の末にヒディムバを殺した。兄の死後、ヒディムバーはパーンダヴァ一行の旅について行ったがビーマは彼女を殺そうとした。ユディシュティラがビーマを止めたとき、彼女はユディシュティラとクンティーにビーマとの結婚を申し出た。ユディシュティラはこれを許したので彼女は昼間はビーマと暮らし、夜はパーンダヴァのもとに返すよう約束した。ヒディムバーはビーマと生活をするうちにガトートカチャを生み、その後パーンダヴァと別れた。